# Første tyrkiske belejring af Wien
Den første tyrkiske belejring af Wien i 1529 var det første forsøg fra det osmanniske rige under sultan Süleyman I på at overtage den østrigske by Wien. Belejringen var det Osmanniske riges højdepunkt på dets ekspansion mod vest til Centraleuropa, hvorefter 150 års spændinger fulgte, som kulminerede i den anden tyrkiske belejring af Wien med det endelige slag ved Wien i 1683.
Nogle historikere er af den opfattelse, at Süleymans eneste mål i 1529 var at genetablere den osmanniske kontrol over Ungarn, og at beslutningen om at angribe Wien så sent på året var halsløst.

## Baggrund
I august 1526 havde sultan Suleiman 1. slået den ungarske konge Ludvig 2. i Slaget ved Mohács. Osmannerne fik kontrol med den sydlige del af Ungarn alt imens den østrigske ærkehertug, Ferdinand af Habsburg, bror til Kejser Karl V, krævede den ungarske trone på vegne af sin kone, Anna Jagellonica, søster til den barnløse Ludvig 2. Ferdinand vandt kun anerkendelse i det vestlige Ungarn; en adelsmand Johan Zápolya i Transsylvanien i Nordøstungarn udfordrede ham og blev anerkendt som konge af Süleyman til gengæld for, at han var vasal af det osmanniske rige.
Rigsdagen i Bratislava valgte 26. oktober Ferdinand som konge af Ungarn gennem hans giftermål med Ludvigs søster og siden hans egen søster, Ludvigs enke. Ferdinand drog ud for at styrke sit krav på Ungarn og vandt Buda. Disse gevinster var kortlivede og allerede i 1529 genvandt osmannerne alt det, Ferdinand havde vundet i 1527 og 28 gennem et modangreb.

## Den osmanniske hær
I foråret 1529 samlede Süleymnan en enorm hær på mellem 120.000 og 300.000 mænd (tyrkere, serbere, moldavienere). Den osmanniske hær bestod både af spahi, elitesoldater og kristne ungarere, der skulle kæmpe for deres nye tyrkiske herre.
Süleyman startede den 10. maj 1529 og fik modgang fra starten. Forårsregnen, som er karakteristisk for det sydøstlige Europa, var særligt kraftig det år. Det skabte store oversvømmelser i Bulgarien og gjorde vejene ufremkommelige. I den forbindelse mistede hæren flere tunge våben og kameler.
Süleyman kom til Osijek 6. august. Den 18. august mødtes han ved Mohács med kavaleri anført af Johan Zápolya, som hjalp ham til generobringen af mange fæstninger, der var gået tabt i slaget ved Mohács til østrigerne, inklusiv Buda, som faldt d. 8. september. Den eneste virkelige modstand kom i Bratislava, hvor den tyrkiske flåde blev bombarderet, da den sejlede op af Donau.

## Forsvarsforanstaltninger
Da osmannerne fremturede, begyndte wienerne at forberede deres forsvar. Deres beslutsomhed blev styrket af nyhederne om slaget ved Buda tidligt i september. Ferdinand I havde trukket sig tilbage i sikkerhed i det habsburgske Bøhmen for at bede sin bror kejser Karl V om hjælp. Han var imidlertid så presset på grund af sin krig mod Frankrig, at han kun kunne undvære nogle få spanske fodfolk til sagen.
Wilhelm von Roggendorf havde ansvaret for tropperne i Wien, og han lod den operationelle kommando gå til grev Niklas Salm på 70-år, der havde udmærket sig ved Slaget ved Pavia i 1529. Salm kom til Wien med en styrke med tyske landsknægte og de spanske musketerer.
De gik i gang med at styrke de 300 år gamle mure omkring Stephansdom, der blev hovedkvarter for Salm. For at være sikker på, at byen kunne klare en længere belejring forstærkede de bymurene og blokerede de fire byporte.

## Belejringen
Den osmanniske hær som ankom til Wien sidst i september var i ringe stand efter den lange tur til østrigsk territorium. Süleyman havde mistet mange kameler, våben og soldater ved den lange march. De, der var klar til at kæmpe, var mest spahi, som ikke var egnede til belejringer. Sultanen sendte tre velklædte østrigske fanger til forhandling ved byportene for at få byen til at overgive sig. Salm sendte tre muslimer tilbage uden nogle instrukser.
Derefter begyndte det tyrkiske artilleri at bombardere bymurene, men formåede ikke at ødelægge dem. Deres bueskytter klarede sig bedre, men med ringe resultat.
Da den tyrkiske hær kom på plads, gik garnisonen ud for at finde miner og udføre modangreb, hvorved den nær fangede Ibraham Pasha, en tyrk med kommando. Østrigerne fandt flere miner og den 6. oktober sendte de 8.000 mand ud for at angribe de osmanniske mineoperationer, hvorved mange miner blev destrueret, men de led tab og var tvunget til atter at trække tilbage bag murene.
Det regnede igen d. 11. oktober, og med den fejlslagne minestrategi var chancerne for en hurtig tyrkisk sejr ringe. Ydermere var tyrkerne ved at løbe tør for foder til hestene. Og desertering, sygdom og andre problemer prægede styrkerne mere og mere. Selv elitetropperne gav nu udtryk for utilfredshed med slagets gang. Derfor havde Süleyman ikke andet alternativ end at befale retræte. Han holdt råd den 12. oktober og besluttede et sidste angreb med løfte om ekstra belønninger. Men det angreb blev slået tilbage, da forsvarenes arkebuser og lange spyd forhindrede osmannerne i at komme inden for murene.
Usædvanlig meget sne efter årstiden hjalp til at gøre den tyrkiske retræte til en katastrofe: de mistede meget udstyr og artilleri. Deres flåde blev igen angrebet ved Bratislava, hvor de igen led tab.

## Efterspil
Nogle historikere tror, at Süleymans sidst angreb ikke var et reelt forsøg på at overtage byen, men blot at gøre mest mulig skade på den, så den ville være svækket til et senere angreb, en taktik der havde virket fremragende ved Buda i 1526. Han startede sin anden kampagne i 1532, men blev holdt længe tilbage for at tage en vestungarsk fæstning, hvorefter vinteren var nær og Karl V havde fået øje på Wiens sårbarhed og samlede 80.000 mand. I stedet for at fortsætte den planlagte belejring trak de invaderende tropper sig tilbage til Steiermark. De to kampagner beviste, at Wien var placeret på den yderste grænse af osmanniske muligheder. Hæren havde brug for at overvintre i Konstantinopel, så den kunne komme sig oven på stridighederne og rekruttere nye folk til næste års angreb.
Süleymans retræte var ikke en fuldstændig fiasko. Togtet understregede den osmanniske kontrol af det sydlige Ungarn og skabte mange ødelæggelser i det Habsburgske Ungarn og i de østrigske lande. Det gjorde, at Ferdinand ikke kunne yde et tilstrækkeligt modangreb.
Invasionen og den klimaet havde stor indvirkning på begge styrker og titusindvis af soldater og civile blev dræbt og endnu flere blev solgt til slaveri. Belejringen markerede enden på den tyrkiske ekspansion i Europa, og var måske begyndelsen til rigets tilbagetrækning fra hele den vestlige verden.
Ferdinand I rejste et monument for grev Niklas Salm, som var blevet såret ved det sidste osmanniske angreb og døde 4. maj 1530, for at udtrykke sin taknemmelighed for Wiens forsvarer. Salms renæssancesarkofag kan ses i Votivkirche i Wien. Ferdinands søn Maximilian 2. byggede et sommerpalads på stedet hvor Süleymans telt havde stået.